# 北条氏忠
北条 氏忠（ほうじょう うじただ） / 佐野 氏忠（さの うじただ）は、戦国時代の武将。北条氏康の六男（父は北条氏尭で、氏康の養子となったとも）。官位は左衛門佐。正室は佐野宗綱の娘と乗讃院。子は乗讃院との間に娘の姫路がいる。相模新城、下野唐沢山城主。

## 生涯
近年の研究では、氏康の弟である氏堯の子で父の死後に弟の氏光と共に伯父の養子になったとする説が有力である。
永禄12年(1569年)11月に、北条氏規とともに韮山城に在城している。元亀元年(1570年)5月22日に伊豆の西原源太に対して、その屋敷で敵の攻撃を撃退したことに関する感状を出している。同年8月まで在城していたとされ、天正3年3月には小田原城小曲輪の在番衆筆頭に名がみえる。
天正10年（1582年）の本能寺の変後に空白地となった甲斐・信濃を巡っての徳川家康との争いでは、後北条氏の将として同族の北条氏勝らと共に兵8000を率いて最前線で行動し、御坂城を取り立てるなどしたが、甲斐で家康の家臣鳥居元忠・三宅康貞・水野勝成に襲撃され敗北している（天正壬午の乱）。その後甥で当主の北条氏直が家康と和睦、両国は家康の領土となり獲得はならなかった。
天正13年（1585年）、下野の豪族佐野氏の当主佐野宗綱が足利長尾氏の当主長尾顕長との争いで戦死すると、宗綱の弟（叔父とも）である佐野房綱ら佐竹氏から養子を迎えようとする重臣と、後北条氏から養子を迎えようとする反対派の重臣に分かれて対立した。これを知った後北条氏は翌天正14年（1586年）8月に唐沢山城を占拠、氏忠が宗綱の養子として佐野氏を継いだ。房綱ら佐竹派の重臣はこれに憤慨して出奔している。
佐野氏を継いだ氏忠は佐竹派の重臣を追放して北条氏時代からの自らの家臣に代えるなどして当主としての支配を確立した。また、氏忠は他氏を継いだ他の兄弟よりも大きな権限が与えられていたらしく、北条氏の意向と無関係な独自の内容を持つ発給文書の存在や小田原（宗家）からの奉行人の派遣がなく氏忠自身の家臣が務めていたことなどが知られている。
天正16年には相模新城(神奈川県山北町)の守将を務めている。同17年7月には真田正幸から上野沼田城割譲にあたり、その受け取り人を務めている。同18年（1590年）の豊臣秀吉による小田原征伐では小田原城に籠城。敗戦により後北条氏が滅亡した後は氏直に従い、高野山に入る。佐野氏は秀吉により、房綱を経てその養嗣子である佐野信吉が佐野氏の家督を継承することになった。その後大関斉と号し、伊豆河津で隠遁生活を送り、文禄2年（1593年）に死去。ただし、後述の事情により、死去はもう少し後のことで、晩年は毛利氏に預けられた可能性がある。
静岡県賀茂郡河津町の林際寺に位牌がある。戒名は「大関院殿太嶺宗大居士」。
妻であった佐野宗綱の娘は後北条氏滅亡後に離縁させられて佐野信吉の妻になった後、元和6年（1620年）2月14日に没したとされる。法名は明窓貞珠大姉。
後妻とみられる乗讃院と娘の姫路は後北条氏滅亡後に毛利輝元にあずけられていたが、毛利氏が関ヶ原の戦いでの敗戦により周防・長門移封時に、長門に知行1000石を与えられた。ただし、乗讃院母娘だけがこうした保護を受ける理由がないため、晩年の氏忠が毛利氏に預けられたから、あるいは乗讃院が毛利家臣の娘だからだする説もある。それを裏付けるものとして、文禄4年（1595年）に作成された「京大坂之御道者之賦日記」という史料に"あきノ草津"（安芸草津＝現在の広島市西区）に住む「北条左衛門助」という人物の記録が載せられており、この人物を氏忠のこととする解釈がある（なお、同文書に登場する"大和なら"に住む「北条右衛門助」も通説では既に死去したとされる弟の氏光であるという）。
乗讃院が寛永7年（1630年）6月26日に没した後、毛利氏家臣の出羽元盛の次男就之が姫路の養子となる形で家名は存続し、元盛とその子孫は北条姓を称した（史料によっては就之を婿養子とするが、30歳近く年長の姫路と夫婦になるとは考えにくく、『萩藩譜録』の通り養子として親子関係を結んだと考えるのが適切である）。なお姫路は寛永18年（1641年）11月9日に没し、就之は延宝4年（1676年）7月9日に57歳で没した。